# Hercostomus cuspidicercus
Hercostomus cuspidicercus är en tvåvingeart som beskrevs av Olejnicek 2004. Hercostomus cuspidicercus ingår i släktet Hercostomus och familjen styltflugor. Inga underarter finns listade i Catalogue of Life.